# Markgraf von Aguilar de Campoo
Der spanische Adelstitel Marqués de Aguilar de Campoo (bezogen auf den Ort Aguilar de Campoo) wurde 1482 Don Garcí Fernández-Manrique de Lara aus dem Haus Manrique de Lara, 5. Señor de Aguilar, verliehen.
Erster Herr von Aquilar de Campoo war Tello Alfonso von Kastilien, ein unehelicher Sohn von König Alfons XI. von Kastilien und Leonor de Guzman. Die Herrschaft über Aguilar wurde 1370 von König Heinrich II. von Kastilien für Tellos Sohn Don Juan Téllez de Castilla bestätigt.
Dessen Nachkomme war Don Garcí Fernández-Manrique de Lara, 1482 von den Katholischen Königen das Recht erhielt, sich Marqués de Aguilar de Campoo zu nennen. 1520 wurde der Marqués de Aguilar de Campoo von Kaiser Karl V. unter die 25 ersten Granden aufgenommen.

## Herren von Aguilar de Campoo
- Tello Alfonso de Castilla
- Juan Téllez de Castilla, dessen Sohn
- Aldonza de Castilla († 1446), dessen Tochter ⚭ 1395 Garcí Fernandez Manrique, 1. Conde de Castañeda († 1436) (Haus Manrique de Lara)
- Juan Fernández Manrique de Lara y de Castilla († 1493), deren Sohn, 2. Conde de Castañeda

## Markgrafen von Aguilar de Campoo

### Haus Manrique de Lara
- García Fernández Manrique de Lara y Enríquez de Ribera († 1506), dessen Sohn, 1482 1. Marqués de Aguilar de Campoo, 3. Conde de Castaneda
- Luis Fernández Manrique de Lara y de Almada-Noronha († 1532/35), dessen Sohn, 2. Marqués de Aguilar de Campoo, 4. Conde de Castaneda
- Juan Fernández Manrique de Lara y Manrique de Lara († 1553), dessen Sohn, 3. Marqués de Aguilar de Campoo, 5. Conde de Castaneda
- Luis Fernández Manrique de Lara y de Pimentel († 1585) dessen Sohn, 4. Marqués de Aguilar de Campoo, 6. Conde de Castaneda
- Bernardo Manrique de Lara y de Mendoza, dessen Sohn, 5. Marqués de Aguilar de Campoo, 8. Conde de Castaneda
- Juan Luis Fernandez Manrique de Lara († 1653), dessen Sohn, 6. Marqués de Aguilar de Campoo
- Bernardo Manrique de Lara († 1662) dessen Sohn, 7. Marqués de Aguilar de Campoo

### Andere Familien
- Bernardo Manrique de Silva y de Mendoza († 1672), Enkel des 5. Marqués, 2. Marqués de Eliseda, 8. Marqués de Aguilar de Campoo, 12. Conde de Castaneda
- Bernardo Manrique de Silva y Vélez de Guevara († 1675), dessen Sohn, 3. Marqués de Eliseda, 9. Marqués de Aguilar de Campoo, 13. Conde de Castaneda
- Francisca de Silva Mendoza Manrique de Lara († 1696), dessen Schwester, 10. Marquesa de Aguilar de Campoo, 14. Condesa de Castañeda, Condesa de Buelna, 4. Marquesa de la Eliseda,
- Antonio Fernando Manrique de la Cueva Silva y Zúñiga (* 1656, † 1696), 15. Conde de Castañeda, 11. Marqués de Aguilar de Campoo, 4. Marqués de Flores Dávila, 5. Marqués de la Eliseda, Conde de Buelna (Haus La Cueva)
- Mercurio Antonio López Pacheco y Portugal Acuña Manrique Silva Girón y Portocarrero (* 1679, † 1738), Großneffe des 8. Marqués, 11. Conde de San Esteban de Gormaz, 6. Marqués de Eliseda, 15. Conde de Castañeda y de Buelna, 11. Marqués de Aguilar de Campóo, Marqués de Eliseda y de Flores Dávila, Conde de Castañeda y de Buelna, 9. Marqués de Villena, 9. Duque de Escalona, 9. Conde de Xiquena
- Andrés María, 10. Marqués de Villena, 12. Marqués de Aguilar de Campoo
- Andrés María Hipólito Casiano José Antonio Cayetano Fernández Pacheco y Moscoso Acuña Silva Manrique Girón Portocarrero y Portugal (* 1710, † 1746), dessen Sohn, 12. Conde de San Esteban de Gormaz, 16. Conde de Castañeda, 10. Marqués de Villena, 10. Duque de Escalona, 10. Conde de Xiquena, 13. Marqués de Aguilar de Campoo, 7. Marqués de Eliseda,
- María Ana Catalina Vicenta Teresa Ignacia Petronila López Pacheco Toledo y Portugal (* 1729, † 1768), 12. Condesa de Oropesa, 10. Condesa de Alcaudete, Condesa de Montemayor y de Deleitosa, 8. Marquesa de Frechilla y Villarramiel, Marquesa de Jaramilla y del Villar de Grajanejos, 11. Marquesa de Villena, 11. Duquesa de Escalona, 10. Condesa de Xiquena, 13. Condesa de San Esteban de Gormaz, 14. Marquesa de Aguilar de Campóo, 17. Condesa de Castañeda, 8. Marquesa de Eliseda,
- Felipe Pérez Pacheco y de la Cueva Acuña Girón y Portocarrero Manrique Silva Cabrera y Bobadilla (* 1727, † 1798), deren Ehemann, 13. marqués de Moya, 12. Marqués de Villena, 14. Marqués de Aguilar de Campoo
- Pedro de Alcántara Alonso Pérez de Guzmán el Bueno y López Pacheco († 1779), 14. Duque de Medina Sidonia, 19. Conde de Niebla, 15. Marqués de Aguilar de Campóo, 17. Conde de Castañeda, 9. Marqués de Eliseda,
- Diego Isidro de Guzmán y la Cerda († 1849), 8. marqués de Montealagre, Marqués de Quintana del Marco, Conde de Castronuevo, Conde de los Arcos, 13. Conde de Oñate, Conde de Villamediana, Conde de Campo Real, Marqués de Guevara, 16. Marqués de Aguilar de Campoo, 20 Duque de Nájera, Conde de Paredes de Nava, Marqués de la Laguna de Camero Viejo, Conde de Treviño, Conde de Castañeda, Conde de Valencia de Don Juan,
- Isidro Zaccarías de Guzmán y la Cerda, dessen Sohn, 17. Marqués de Aguilar de Campóo
- José Rainero de Guzmán y la Cerda, dessen Bruder, Marqués de Guevara, 10. Marqués de Montealegre (1881), 18. Marqués de Aguilar de Campoo, Marqués de Quintana del Marco, Conde de Oñate, Conde de Castronuevo, 22. Duque de Nájera,
- Luis de Zavala y Guzmán (* 1853, † 1915), dessen Neffe, 19. Duque de Nájera, 3. Marqués de Sierra Bullones, 19. Marqués de Aguilar de Campoo, 20. conde de Oñate, 18. Conde de Paredes de Nava, 9. Conde de Campo Real, 9. Conde de Castañeda, 13. Marqués de Montealegre,
- María del Pilar de Zavala y Guzmán († 1915), dessen Schwester, 20. Marquesa de Aguilar de Campoo, 4. Marquesa de Sierra Bullones, 21. Condesa de Oñate, 10. Condesa de Castañeda, 20. Condesa de Treviño,
- María del Pilar García-Sancho y Zavala (* 1864), 27. Duquesa de Nájera, 22. Condesa de Oñate, 21. Marquesa de Aguilar de Campoo, 5. Marquesa de Sierra Bullones, Marquesa de Torreblanca, 21. Condesa de Treviño, 11. Condesa de Castañeda, 2. Condesa de Consuegra,
- Juan Bautista de Travesedo y García-Sancho (* 1890), deren Sohn, 10. Conde de Campo Real, 22. Duque de Nájera, 22. Marqués de Aguilar de Campoo, 22. Conde de Oñate, 14. Marqués de Quintana del Marco, 7. Marques de Torreblanca, 29. Conde de Treviño,
- María Pilar de Travesedo y Martínez de las Rivas (* 1920, † 2015), dessen Tochter, 23. Marquesa de Aguilar de Campoo
- María del Pilar de las Morenas y Travesedo (* 1946), 24. Marquesa de Aguilar de Campoo